# Saison 8 de How I Met Your Mother
Chronologie
Saison 7 Saison 9
Cet article présente le guide des épisodes de la huitième saison de la série télévisée américaine How I Met Your Mother.

## Distribution

### Acteurs principaux
- Josh Radnor (VF : Xavier Béja) : Ted Mosby
- Jason Segel (VF : Didier Cherbuy) : Marshall Eriksen
- Alyson Hannigan (VF : Virginie Ledieu) : Lily Aldrin
- Cobie Smulders (VF : Valérie Nosrée) : Robin Scherbatsky
- Neil Patrick Harris (VF : François Pacôme) : Barney Stinson
- Bob Saget (VF : Jean-Claude Montalban) : Ted Mosby en 2030 (non crédité)

### Invités
- Becki Newton (VF : Barbara Beretta) : Quinn, la fiancée de Barney (épisodes 1, 2 et 22)
- Michael Trucco (VF : Ludovic Baugin) : Nick, petit ami de Robin (épisodes 1 à 6)
- Ashley Williams (VF : Murielle Naigeon) : Victoria[1], une ancienne petite amie de Ted qui allait se marier avec Klaus (épisodes 1 à 5)
- Joe Manganiello (VF : Benoît Du Pac) : Brad, un ancien copain de fac de droit de Marshall[2] (épisodes 7 et 8)
- Thomas Lennon (VF : Laurent Morteau) : Klaus, celui avec qui Victoria devait se marier[3] (épisodes 1 et 2)
- Bob Odenkirk (VF : Vincent Ropion) : Arthur Hobbs, le boss de la Goliath National Bank[4] (épisode 2)
- Judith Drake : Bernice, une vieille dame avec qui Ted va discuter[5] (épisode 1)
- Abby Elliott (VF : Ingrid Donnadieu) : Jeanette Peterson, décrite par les producteurs comme « la fille plus folle que la bande de How I Met Your Mother n'a jamais rencontré »[6] (épisodes 15, 16 et 18)
- Joe Lo Truglio (VF : Roland Timsit) : Honeywell[7] (épisodes 7 et 8)
- Chelan Simmons : Brandi[8] (épisodes 9, 11 et 12)
- Seth Green (VF : Bruno Meyere) : Daryl LaCorte, l'ami obsessionnel de Marshall et Lily[9] (épisode 11)
- Peter Gallagher (VF : Paul Borne) : Professor Vinick[10] (épisode 11)
- Ashley Benson (VF : Camille Gondard) : Carly[11] (épisode 14)
- Kyle MacLachlan (VF : Philippe Roullier) : George Van Smoot[12] (épisode 17)
- Jayma Mays : Coat Check Girl (épisode 20)
- Mircea Monroe (VF : Angèle Humeau) : Liddy, organisatrice du mariage[13] (épisode 21)
- Casey Wilson (VF : Delphine Braillon) : Krirsten[14] (épisode 24)
- Keegan-Michael Key (VF : Gérard Darier) : Calvin[14] (épisode 24)
- Cristin Milioti (VF : Caroline Pascal) : La femme avec le parapluie jaune (Tracy McConnell / la mère (en)) (épisode 24)

## Résumé de la saison
Marshall et Lily auront finalement un petit garçon qu'ils nomment Marvin en hommage au Père de Marshall. Se passe ensuite l'automne des ruptures, tout d'abord le premier couple à se séparer fut Barney et Quinn, ensuite Ted et Victoria et enfin Robin et Nick. Puis Barney et Robin se fiancent. Lily change de travail et devient conseillère en art du Capitaine (l'ex-mari de Zoey qui est également l'ex-copine de Ted). Lily et Marshall décident de partir s'installer à Rome pendant un an en raison du travail de Lily. Cependant Marshall va accepter le poste de juge qui lui est proposé. L'identité de "The Mother" sera également enfin dévoilée...

## Épisodes

### Épisode 1:Farhampton
- États-Unis /  Canada : 24 septembre 2012 sur CBS[15] / Citytv
- France : 6 octobre 2013 sur NT1

- États-Unis : 8,84 millions de téléspectateurs[16]
- Canada : 1,157 million de téléspectateurs[17]

- Ashley Williams (Victoria) (VF : Murielle Naigeon)
- Becki Newton (Quinn) (VF : Barbara Beretta)
- Thomas Lennon (Klaus) (VF : Laurent Morteau)
- Michael Trucco (Nick) (VF : Ludovic Baugin)
- Hal Havins (chauffeur de taxi) (VF :  Patrick Raynal)
- Colleen Smith (UTA)
- Judith Drake (Bernice)
- Jennifer Birmingham (Femme)
- Jarrod Crawford (Homme)

### Épisode 2:Le Contrat de mariage
- États-Unis /  Canada : 1er octobre 2012 sur CBS / Citytv
- France : 6 octobre 2013 sur NT1

- États-Unis : 8,17 millions de téléspectateurs[18]

- Ashley Williams (Victoria) (VF : Murielle Naigeon)
- Becki Newton (Quinn) (VF : Barbara Beretta)
- Thomas Lennon (Klaus) (VF : Laurent Morteau)
- Michael Trucco (Nick) (VF : Ludovic Baugin)
- Bob Odenkirk (Arthur) (VF : Vincent Ropion)
- Suzie Plakson (Judy) (VF : Laure Sabardin)
- Bill Fagerbakke (Marvin, Sr.) (VF :  Patrick Raynal)
- Blake Bertrand (Young Marvin, Jr.)
- Gibson Sjobek (Young Marcus)

### Épisode 3:Recherche nounou désespérément
- États-Unis /  Canada : 8 octobre 2012 sur CBS / Citytv
- France : 6 octobre 2013 sur NT1

- États-Unis : 7,82 millions de téléspectateurs[19] (première diffusion)

- Ashley Williams (Victoria) (VF : Murielle Naigeon)
- Chris Elliott (Mickey) (VF : Michel Dodane)
- Michael Trucco (Nick) (VF : Ludovic Baugin)
- Jane Carr (Mrs. Buckminster) (VF : Françoise Pavy)
- Kim Shaw (Julie) (VF : Sarah Marot)
- Francesca Capaldi (Lily à 7 ans)
- Marie Pettit (Beth)
- Daisy Faith (Sally)
- Carol Herman (Helga)
- Melissa Christine (Kara)
- August Maturo (Marvin à 4 ans)
- Ely Uettwiller (Marvin à 2 ans)

### Épisode 4:Qui veut être parrain ou marraine?
- États-Unis /  Canada : 15 octobre 2012 sur CBS / Citytv
- France : 13 octobre 2013 sur NT1

- États-Unis : 7,93 millions de téléspectateurs[20] (première diffusion)
- Canada : 1,082 million de téléspectateurs[21]

- Ashley Williams (Victoria) (VF : Murielle Naigeon)
- Michael Trucco (Nick) (VF : Ludovic Baugin)
- Ned Rolsma (Marcus) (VF : Bruno Meyere)
- August Maturo (Marvin à 6 ans)
- Jakob Sarkissian (Marvin à 12/14 ans)
- Nicole Limo (Christie)
- David Henrie (fils de Ted)
- Lyndsy Fonseca (fille de Ted)

### Épisode 5:L'Automne des ruptures
- États-Unis /  Canada : 5 novembre 2012 sur CBS[22] / Citytv
- France : 13 octobre 2013 sur NT1

- États-Unis : 7,22 millions de téléspectateurs[23] (première diffusion)

- Michael Trucco (Nick) (VF : Ludovic Baugin)
- Ashley Williams (Victoria) (VF : Murielle Naigeon)

### Épisode 6:Un dernier dessert
- États-Unis /  Canada : 12 novembre 2012 sur CBS / Citytv
- France : 13 octobre 2013 sur NT1

- États-Unis : 7,95 millions de téléspectateurs[24] (première diffusion)

- Michael Trucco (Nick) (VF : Ludovic Baugin)
- Ellen D. Williams (Patrice (Monique en VF)) (VF : Françoise Escobar)
- John Paul Green (Joel)
- Karthik Srinivasan (Giles)
- Morgan Peter Brown (Adrian)
- Jennifer Rogers (Femme no 1)
- Karolin Luna (Femme no 2)

### Épisode 7:Conseils en tous genres
- États-Unis /  Canada : 19 novembre 2012 sur CBS / Citytv
- France : 13 octobre 2013 sur NT1

- États-Unis : 7,45 millions de téléspectateurs[25] (première diffusion)

- Joe Manganiello (Brad) (VF : Benoît Du Pac)
- Joe Lo Truglio (Honeywell) (VF : Roland Timsit)
- Jared Gertner (Irving)
- Joey D'Auria (Fred)
- Brian Shortall (Ray)
- Brendan Hunt (Hot Dog Guy)
- Raymond Lee (College Dude)

### Épisode 8:Douze femmes en chaleur
- États-Unis /  Canada : 26 novembre 2012 sur CBS / Citytv
- France : 20 octobre 2013 sur NT1

- États-Unis : 8,73 millions de téléspectateurs[26] (première diffusion)
- Canada : 1,158 million de téléspectateurs[27]

- Joe Manganiello (Brad) (VF : Benoît Du Pac)
- Joe Lo Truglio (Honeywell) (VF : Roland Timsit)
- David Burtka (Scooter)
- Don Lake (Judge Donovan) (VF : Jean-Loup Horwitz)
- Mark Cohen (Dr. Bedrosian)
- Cheryl Lynn Bowers (Jurée blonde)
- Nancy Stone (Sketch Artist)
- Kim Estes (Juge #1) (VF : Paul Borne)
- Dennis Haskins (Juge #2) (VF :  Patrick Raynal)
- Jakob Sarkissian (Marvin à 14 ans)
- Josh Douglas (Kid #1)
- Jeff Rector (Cop)
- Steve Seagren (Bailiff) (VF : Emmanuel Rausenberger)
- Michelle Hairston (Clerk)
- Kurt Scholler (Mountie #1/Hotel Employee #1)
- Herbie Jackson (Kid #2)
- Cheryl Lynn Bowers (Blonde Juror)
- Christian Hutcherson (Teenager)

### Épisode 9:Le Coup du homard
- États-Unis /  Canada : 3 décembre 2012 sur CBS / Citytv
- France : 20 octobre 2013 sur NT1

- États-Unis : 8,26 millions de téléspectateurs[28] (première diffusion)

- Cornelius Peter (Doctor)
- Ellen D. Williams (Patrice (Monique en VF)) (VF : Françoise Escobar)
- Chelan Simmons (Brandi)

### Épisode 10:Virage à 180
- États-Unis /  Canada : 10 décembre 2012 sur CBS / Citytv
- France : 20 octobre 2013 sur NT1

- États-Unis : 8,82 millions de téléspectateurs[29] (première diffusion)

- Chris Elliot (Mickey) (VF : Michel Dodane)
- Suzie Plakson (Judy) (VF : Laure Sabardin)
- Ellen D. Williams (Patrice) (VF : Françoise Escobar)
- Matt Boren (Stuart)
- Suzi Barrett (Sandra)
- Matthew Rocheleau (Stephen)
- Amy Holland Pennell (Christy)

### Épisode 11:La Dernière Page,1repartie
- États-Unis /  Canada : 17 décembre 2012 sur CBS / Citytv
- France : 20 octobre 2013 sur NT1

- États-Unis : 8,7 millions de téléspectateurs[30] (première diffusion)
- Canada : 1,292 million de téléspectateurs[31]

- Alexis Denisof (Sandy Rivers) (VF : Emmanuel Rausenberger)
- Ellen D. Williams (Patrice) (VF : Françoise Escobar)
- Seth Green (Daryl LaCorte) (VF : Bruno Meyere)
- Peter Gallagher (Professor Vinick) (VF : Paul Borne)

### Épisode 12:La Dernière Page,2epartie
- États-Unis /  Canada : 17 décembre 2012 sur CBS / Citytv
- France : 27 octobre 2013 sur NT1

- États-Unis : 8,7 millions de téléspectateurs[30] (première diffusion)
- Canada : 1,292 million de téléspectateurs[31]

- Alexis Denisof (Sandy Rivers) (VF : Emmanuel Rausenberger)
- Ellen D. Williams (Patrice (Monique en VF)) (VF : Françoise Escobar)

### Épisode 13:Groupe ou DJ?
- États-Unis /  Canada : 14 janvier 2013 sur CBS / Citytv
- France : 27 octobre 2013 sur NT1

- États-Unis : 10,51 millions de téléspectateurs[32] (première diffusion)

- Ray Wise (Robin Scherbatsky Sr.) (VF : Marc Bretonnière)
- Anthony Robinette (serveur)
- Jennifer Birmingham (Woman)
- Rachel Bilson (Cindy)
- Kaylee Defer (Casey)

### Épisode 14:Le Pouvoir de la bague
- États-Unis /  Canada : 21 janvier 2013 sur CBS / Citytv
- France : 27 octobre 2013 sur NT1

- États-Unis : 10,07 millions de téléspectateurs[33] (première diffusion)

- Ashley Benson (Carly) (VF : Camille Gondard)
- Jason Watson (Barista)
- Chauncey Jenkins (Business Man)
- Sachin Bhatt (Man #1)
- Zach Bandler (Man #2)
- Jason Heymann (Man #3)
- Nikki Tuazon (Hot Girl)

Cet épisode fait référence à la trilogie du seigneur des anneaux.

### Épisode 15:PS: I Love You
- États-Unis /  Canada : 4 février 2013 sur CBS / Citytv
- France : 27 octobre 2013 sur NT1

- États-Unis : 10,3 millions de téléspectateurs[34] (première diffusion)

- Abby Elliott (Jeanette) (VF : Ingrid Donnadieu)
- Corey Krueger (Gordie)
- Craig Lee Thomas (Turk)
- Alan Thicke (lui-même)
- James Van Der Beek (Simon) (VF : Yann Pichon)
- Paul Shaffer (lui-même) (VF : Patrick Raynal)
- Jason Priestley (lui-même) (VF : Yann Peira)
- Geddy Lee (lui-même) (VF : Marc Bretonnière)
- Luc Robitaille (lui-même) (VF : Tony Marot)
- Alex Trebek (lui-même)
- Dave Thomas (Chuck « Chuck » Gerusi)
- K.D. Lang (elle-même) (VF : Isabelle Leprince)
- Dave Coulier (lui-même) (VF : Pierre Tessier)
- Steven Page (lui-même)
- Chuck Lacey (le vieil homme)
- Rebecca Newton (Crew Cut Girl)

### Épisode 16:Folle à lier
- États-Unis /  Canada : 11 février 2013 sur CBS / Citytv
- France : 3 novembre 2013 sur NT1

- États-Unis : 8,98 millions de téléspectateurs[35] (première diffusion)

- Abby Elliott (Jeanette) (VF : Ingrid Donnadieu)
- Reatha Grey (Old Lady) (VF : Isabelle Leprince)
- Mike Tyson (lui-même) (VF : Paul Borne)

### Épisode 17:Le Cendrier
- États-Unis /  Canada : 18 février 2013 sur CBS / Citytv
- France : 3 novembre 2013 sur NT1

- États-Unis : 8,86 millions de téléspectateurs[36] (première diffusion)

- Kyle MacLachlan (George Van Smoot) (VF : Philippe Roullier)

### Épisode 18:Weekend chez Barney
- États-Unis /  Canada : 25 février 2013 sur CBS / Citytv
- France : 3 novembre 2013 sur NT1

- États-Unis : 8,59 millions de téléspectateurs[37] (première diffusion)

- Abby Elliott (Jeanette) (VF : Ingrid Donnadieu)
- Chris Smith (Strickland Stevens) (VF : Pierre Tessier)

### Épisode 19:La Forteresse
- États-Unis /  Canada : 18 mars 2013 sur CBS / Citytv
- France : 3 novembre 2013 sur NT1

- États-Unis : 7,44 millions de téléspectateurs[38] (première diffusion)

- Kyle MacLachlan (Le Capitaine) (VF : Philippe Roullier)
- Ogy Durham (Tabitha)
- Erik Van Wyck (Husband #3)
- Jessica Gardner (Wife #3)
- Karen Lew (Mrs. Hamaguchi)
- Cyrus Deboo (Husband #1)
- Grace Parra (Wife #2)
- Emily Roche (Young Woman)
- Bianca Haase (Cheryl)

### Épisode 20:Les Voyageurs du temps
- États-Unis /  Canada : 25 mars 2013 sur CBS / Citytv
- France : 10 novembre 2013 sur NT1

- États-Unis : 6,99 millions de téléspectateurs[39] (première diffusion)

- Jayma Mays (La fille du vestiaire)
- Joe Nieves (Carl) (VF : Yann Peira)
- Louis Ferrigno Jr. (Louis)
- Jennifer Birmingham (Woman)

### Épisode 21:Problèmes sous le manteau
- États-Unis /  Canada : 15 avril 2013 sur CBS / Citytv
- France : 10 novembre 2013 sur NT1

- États-Unis : 6,58 millions de téléspectateurs[40] (première diffusion)

- Kyle MacLachlan (Le Capitaine) (VF : Philippe Roullier)
- Mircea Monroe (Liddy) (VF : Angèle Humeau)
- Mario Di Donato (Autctioneer)
- Robert Baxt (Bernard)
- Jocelyn Osorio (Belissima)

### Épisode 22:La Barn-Mitzvah
- États-Unis /  Canada : 29 avril 2013 sur CBS / Citytv
- France : 10 novembre 2013 sur NT1

- États-Unis : 7,06 millions de téléspectateurs[41] (première diffusion)

- Frances Conroy (Loretta) (VF : Caroline Jacquin)
- Ralph Macchio (lui-même) (VF : Luq Hamet)
- William Zabka (lui-même) (VF : Tony Marot)
- Calvin Jung (en) (Chinese Mobster)
- Becki Newton (Quinn) (VF : Barbara Beretta)

### Épisode 23:Quelque chose de vieux
- États-Unis /  Canada : 6 mai 2013 sur CBS / Citytv
- France : 10 novembre 2013 sur NT1

- États-Unis : 6,99 millions de téléspectateurs[42] (première diffusion)

- Ray Wise (Robin Sr.) (VF : Marc Bretonnière)
- Albert Tsai (Kaden)
- Billy 4 Johnston (Tanner)
- Michael Leone (Kid #1)
- Daniel Harris (Kid #2)
- Robert Sloan (Kid #3)
- Jacob Guenther (Kid #4)
- George Barrera (Mariachi #1)
- Eduardo Reynoso Jr. (Mariachi #2)
- Sam Marchan (Mariachi #3)
- Sonora Chase (Mother)

### Épisode 24:Quelque chose de nouveau
- États-Unis /  Canada : 13 mai 2013 sur CBS[43] / Citytv
- France : 17 novembre 2013 sur NT1

- États-Unis : 8,57 millions de téléspectateurs[44] (première diffusion)

- Lyndsy Fonseca (Daughter)
- David Henrie (Son)
- Casey Wilson (la Femme odieuse au restaurant) (VF : Delphine Braillon)
- Keegan-Michael Key (l'Homme odieux au restaurant) (VF : Gérard Darier)
- Marshall Manesh (Ranjit) (VF :  Patrick Raynal)
- Joe Nieves (Carl)
- Ned Rolsma (Marcus) (VF : Bruno Meyere)
- Suzie Plakson (Judy) (VF : Laure Sabardin)
- Brian Huskey (Rand)
- Cherub Moore (Hostess)
- Cristin Milioti (la jeune femme au parapluie jaune) (VF : Caroline Pascal)